# Angband
Angband（アングバンド）は、ローグライクゲームの一つ。J・R・R・トールキンの著作に基づいており、タイトルは舞台にもなっている冥王モルゴスの地下大城塞アングバンドに由来している。Moriaから派生したゲームである。

## 概要
Moriaの後継としてThe Pits of Angbandのタイトルで1991年にリリースされ、2016年の現在も更新は続いている。最新Verは4.0.5。Windows、Mac OSの他、Androidにも対応している。

## ゲームプレイ
プレイヤーは100以上の階層からなるダンジョンを探索し、十分な能力と装備を蓄え、ダンジョンの地下99階にいる妖術師サウロン、そして地下100階の冥王モルゴスを倒し「勝利者」となることが最終目的である。
ゲームは、店や「我が家」がある地上の街から始まる。ダンジョンの探索中でも巻物を使用するなどの方法で比較的簡単に街とダンジョンを往復できるため、ゲームの基本的な流れは「ダンジョンでの戦闘の後、街に戻って装備を調える」という過程の繰り返しになる。謎解きの要素はなく、いかにして敵と戦うかを考えるのがゲームの主要素となっている。
また、フロアは別の階に移動するたびに新しく作り直される。このようなシステムのため、他のローグライクゲームとはかなり異なったゲーム展開となる（たとえばNetHackやDungeon Crawlではゲームはダンジョン内だけで進行し、別の階に移動してもすべての階層が保存される）。
ゲームバランスはほぼ、ダンジョンの階層に依存して設計されている。アイテムやモンスターはある傾向に基づいて大まかな出現階層が定められており、プレイヤーは繰り返し死ぬことで学習し、ダンジョンを突破できるようになっている。例えば地下20階以降では麻痺への耐性がないことが致命的になるなどである。
Angbandでは豊富な種類・ヴァリエーションのアイテムが存在している。武器・防具など100種類以上あり、同じ種類のアイテムであっても能力が異なる場合がある。より効果の高い上質のアイテム、特殊能力の付加された高級品（例：耐火の鎖帷子　火に強い）、そして固有の銘と能力を持つ一品物の伝説のアイテム（アーティファクト）とランク付けがされている。また、モンスターも数十種族、数百種類が登場し、そのなかには名前を持ち、一度倒されると再登場しないユニーク・モンスターも豊富に存在する。アーティファクトやユニーク・モンスター（と一般のアイテムやモンスター）はトールキンを知るものには馴染み深いものが多数登場する。モンスターについては、ゲーム中の「モンスターの思い出」により能力や戦歴に加えて、解説を表示することができる。
なお、ローグライクゲームの伝統としてAngbandも文字端末環境で全ての情報を表示可能である（マルチウィンドウ表示や画像表示も選択できる）。近年のバージョンではタイルがデフォルトになっており、タイルセットも幾つか内蔵されている。

## ライセンス
当初、Angbandは元となったMoriaと同様に「Moria/Angband使用許諾」に従って配布されていた。このライセンスでは複写と配布は許可されるが、「商業目的には使用できない」ライセンスであるため、Angbandは厳密にはオープンソースでも自由ソフトウェアでもない。たとえば、Angbandを商用Linuxディストリビューションに含めて頒布することはできなかった。そこで、AngbandをGNU GPLのもとで再ライセンスするための努力が2000年から開始された。この活動は2009年1月に完了し、現在は「Moria/Angband使用許諾」とGNU GPLのデュアルライセンスにより配布されている。

## バリアント
Angbandはさまざまな開発者によって拡張が行われたが、バージョン2.7.0 - 2.8.5の管理者であるBen Harrisonによってソースコードがきれいに整理され、コメントも充実した。そのため他のプラットフォームへの移植やゲームの改造が容易になり、数多くの亜種（バリアント）が作成されている。そのなかでも特に有名なものを以下に挙げる。
- OAngband
- ToME
- ZAngband
- 変愚蛮怒

また、Angbandをマルチプレイヤーゲーム化したMAngband（"M"は"Multiplayer"の頭文字）も存在する。Angbandはターン制なのに対し、MAngbandはリアルタイム制である点が異なる。
これらAngband系のローグライクは、タイトルがAngbandをもじったものが多いため、総称して「*band」と呼ばれる。これに対して、オリジナルのAngbandは「バニラ」 (Vanilla) と呼ばれる。
このように多くのバリアントの素となったAngbandだが、オリジナルのAngbandも更新が終わったわけではなく、初リリースから20年以上経った現在でもバージョンアップは行われている。